# 恋はみるくてぃ
「恋はみるくてぃ」（こいはみるくてぃ）は、petit miladyの楽曲。中村彼方が作詞、福廣秀一朗が作曲を手掛けた。petit miladyの3枚目のシングルとして2014年8月13日にZERO-Aから発売された。

## 音楽性
本曲は、テレビアニメ『六畳間の侵略者!?』のエンディングテーマに起用された。悠木碧曰く「プチミレ史上一番セクシーな曲」で、歌詞も通常横文字で表記する単語を敢えて平仮名で表記している。なお間奏には昭和の歌謡曲を彷彿とさせるセリフが挿入されている。
竹達彩奈は当初、自身が同アニメにクラノ＝キリハが使役する埴輪のカラマ役で出演しているため、タイトル中の「恋」が「土器土器」へ変更されることを切望したり、曲調がハニワを彷彿とさせるものになると思っていたという。
悠木はレコーディング時カッコよさかハニワらしさを表現するかで迷っていたが、最終的には歌詞から読み取れるインスピレーションを基に収録を行ったという。また、竹達は悠木の歌に大人っぽさを感じたため、彼女の歌い方にプチミレディ感をブレンドして収録したという。
PVは、悠木と竹達が以前からの念願であった埴輪の着ぐるみ風の衣装を着てダンスをする内容になっている。

## シングルリリース
2014年8月13日にZERO-Aから発売された。petit miladyのシングルとしては前作「azurite」から半年ぶりのリリースとなる。
販売形態は初回限定盤（POCE-9407）と通常盤（POCE-1410）の2種リリースで、初回限定盤には本曲のPVを収録したDVDが同梱されている。
2曲目「アップルパイ･ア･ラ･モード」は、「リングスター」として制作する筈だった楽曲をメンバー全員が「リング」を「リンゴ」と言い換え、その内容で制作するよう懇願したところ変更されたバージョンで収録することが決まったという。

## シングル収録内容
| 全作詞: 中村彼方、全編曲: 佐藤清喜。 |                                              |           |            |      |
| #                                    | タイトル                                     | 作詞      | 作曲       | 時間 |
| 1.                                   | 「恋はみるくてぃ」                           | 中村彼方  | 福廣秀一朗 | 3:23 |
| 2.                                   | 「アップルパイ･ア･ラ･モード」                | 中村彼方  | 渡辺泰司   | 4:46 |
| 3.                                   | 「恋はみるくてぃ (Instrumental)」            | 中村彼方  | 福廣秀一朗 | 3:23 |
| 4.                                   | 「アップルパイ･ア･ラ･モード (Instrumental)」 | 中村彼方  | 渡辺泰司   | 4:45 |
| 5.                                   | 「恋はみるくてぃ (Only Vocal Ver.)」         | 中村彼方  |            | 2:50 |
| 合計時間:                            | 合計時間:                                    | 合計時間: | 19:26      |      |

| #  | タイトル                        | 作詞 | 作曲・編曲 |
| -- | ------------------------------- | ---- | ---------- |
| 1. | 「恋はみるくてぃ」(MUSIC VIDEO) |      |            |

## チャート
| チャート（2014年）                     | 最高位 |
| -------------------------------------- | ------ |
| オリコン                               | 21     |
| Billboard JAPAN Hot 100                | 66     |
| Billboard JAPAN Hot Animation          | 18     |
| Billboard JAPAN Hot Singles Sales      | 15     |
| サウンドスキャンジャパン（初回限定盤） | 18     |